# Kalvarienbergkirche St. Margarethen

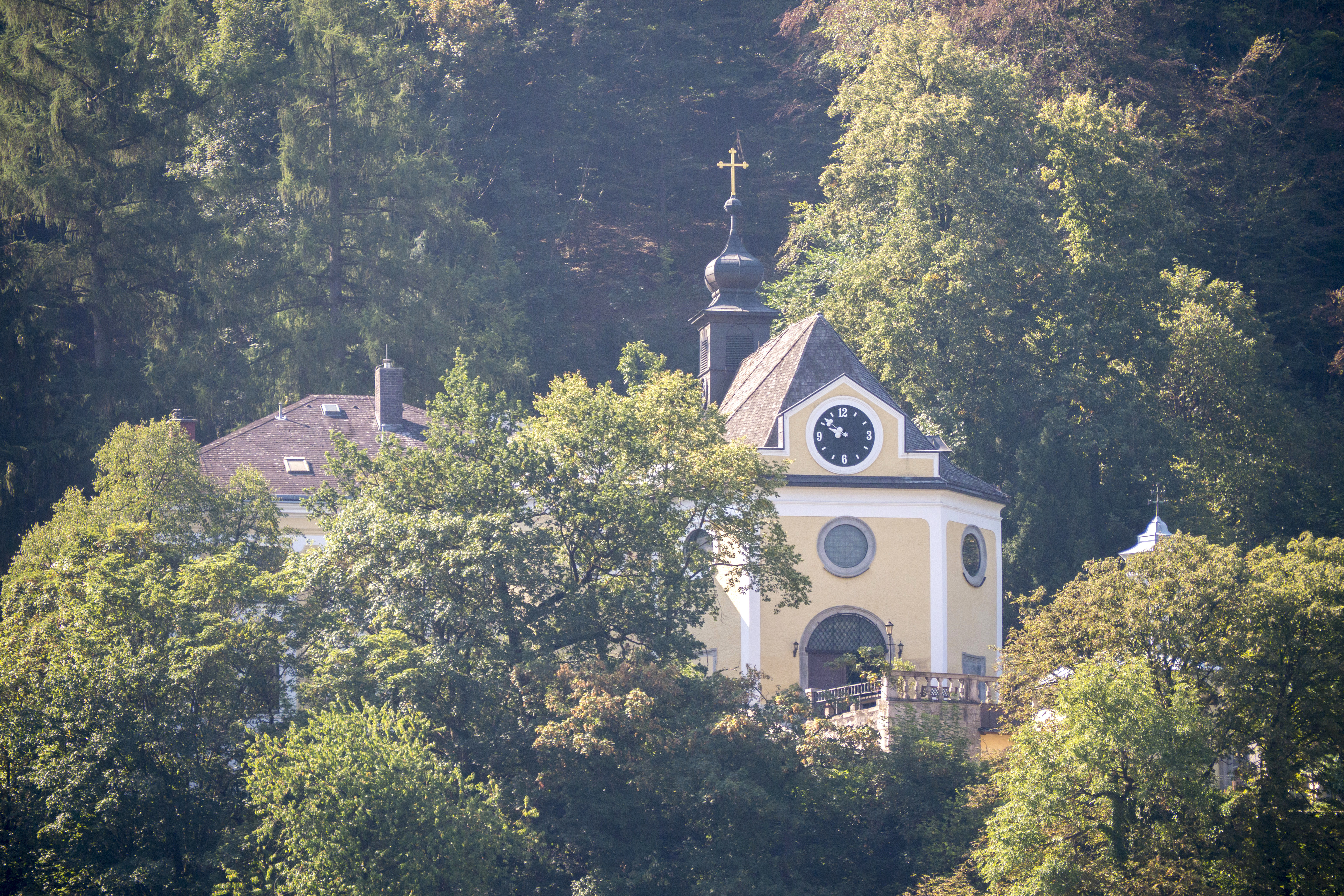
Die Kalvarienbergkirche – Ansicht vom anderen Donauufer

Die Kalvarienbergkirche St. Margarethen ist eine römisch-katholische Kirche im Linzer Stadtbezirk Römerberg-Margarethen. Die in ihrer heutigen Form 1688 errichtete Kirche ist ein Wallfahrtsort und war Einsiedlerklause und Kloster. St. Margarethen ist eine eigenständige Pfarre.

## Geschichte
Am Kalvarienberg befand sich bereits im 8. Jahrhundert eine Einsiedlerklause. 1381 fand die Kirche zur heiligen Margaretha erstmals urkundliche Erwähnung. Die Kirche zur heiligen Margaretha befand sich am Donauufer, wo sie mehrmals durch Überschwemmungen und Brände zerstört und 1784 abgerissen wurde. Von 1651 bis 1654 errichtete der Jesuitenpater Philbert Boccabella die Kalvarienbergkirche neu, die am 3. Oktober 1688 weihte vom Dompropst von Passau, Franz Anton von Losenstein, geweiht wurde. Zwischen 1651 und 1654 wurden die Maria-Thal-Kapelle und das Langhaus erbaut. 1659 ließ der Linzer Bürgermeister Ludwig Preller eine Grabkapelle und die an der Donau gelegene Heilbrunnkapelle errichten. 1898 eröffnete der Franziskanerorden ein Hospiz, das im Jahr 1937 die Trinitarier übernahmen und 1976 wieder verließen. 1942 wurde die Pfarre St. Margarethen eine Expositur der Linzer Stadtpfarrkirche, seit 1980 ist sie eigenständig.

## Bauliche Substanz

### Kalvarienbergkirche
Die Kalvarienbergkirche wurde auf achteckigem Grundriss  als schmuckloser Chorbau errichtet und der Kirchturm  1846 mit einem hölzernen Zwiebelhelm ausgestattet. Der Innenraum wird durch acht toskische Säulen an den Außenwänden gestützt. Der Altarraum befindet sich in einer Mauernische.
Die vom Ottensheimer Orgelbaumeister Leopold Breinbauer gefertigte Orgel ist eine der wenigen von ihm erhaltenen Orgeln. Das Manual hat 54 Tasten, 27 Pedale, 141 Zinnpfeifen und 156 Holzpfeifen, eine pneumatische Traktur und eine Kegellade.

### Maria-Thal-Kapelle und „Langhaus“

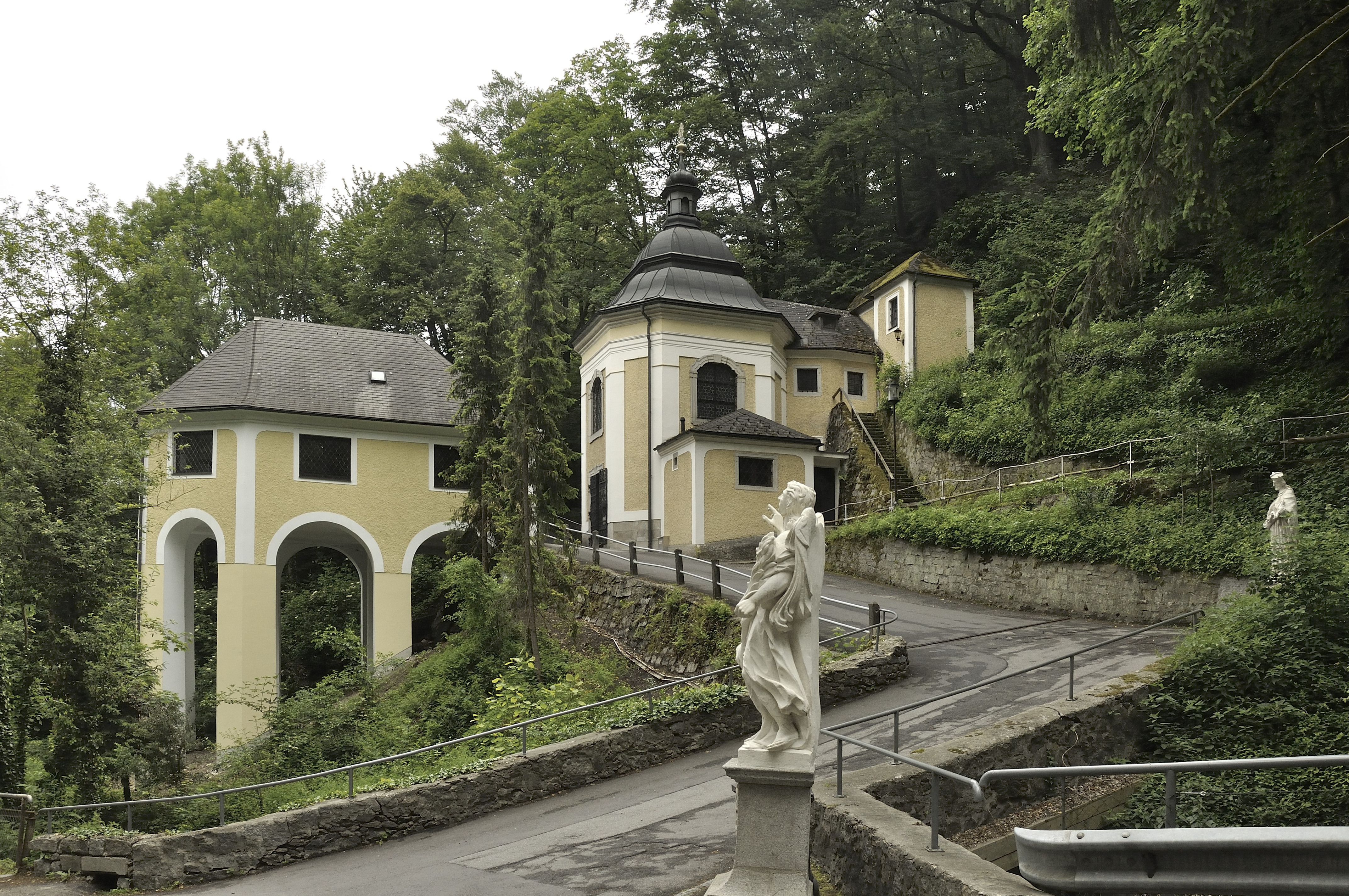
Die Maria-Thal-Kapelle und das „Langhaus“

Die Dekoration des querovalen Kuppelraums der Maria-Thal-Kapelle wurde zu großen Teilen aus Glanzstuck gefertigt. Das Fresko in der Kuppel stellt unter anderem den heiligen Jakob, Adam und Eva, die Muttergottes und den Heiligen Geist dar. Kunstgeschichtlich bedeutend ist ein gotisches Gnadenbild aus dem 14. Jahrhundert.
Das noch heute so genannte „Langhaus“ auf dem Hang des Kalvarienbergs wurde auf acht Pfeilern errichtet. Weder außen noch innen sind Dekorationen oder Stuckaturen vorhanden. Das Gebäude wurde zeitweilig als Langhaus-artige Erweiterung der Maria-Thal-Kapelle verwendet, weshalb sein Eingang direkt zu dieser geöffnet werden kann.

### Heiliges-Grab-Kapelle und Friedhof

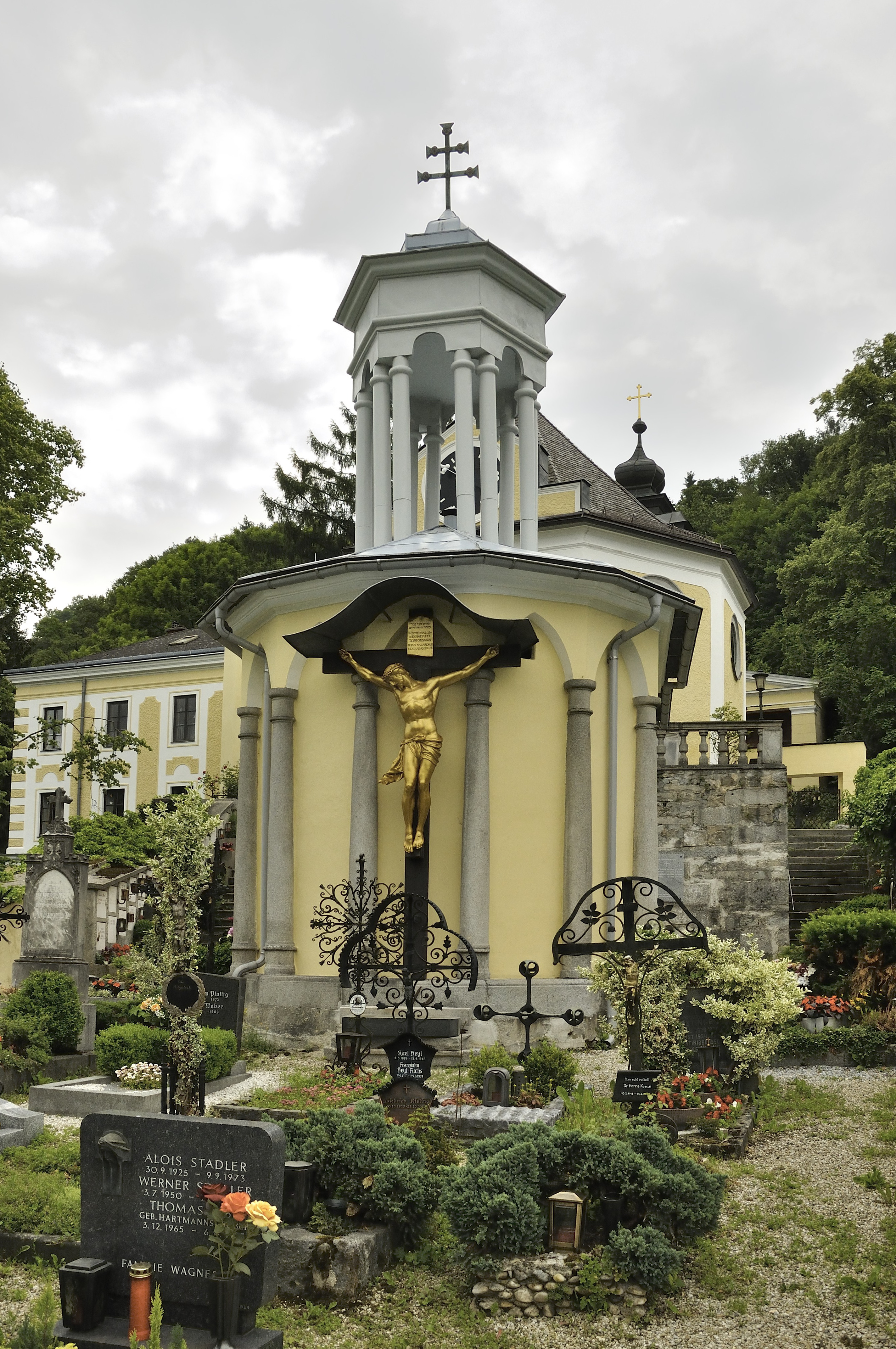
Heiliges-Grab-Kapelle

Der Friedhof der Kalvarienbergkirche besteht seit 1792 und damit lange, bevor St. Margarethen 1980 eine eigene Pfarrkirche wurde und damit das volle Begräbnisrecht erhielt. Er umfasst etwa 40 Gräber und wird als kleinster der Friedhöfe in Linz bis in die Gegenwart belegt.
Auf diesem Friedhof befindet sich die 1659 erbaute Heiliges-Grab-Kapelle. Sie wurde auf rechteckigem Grundriss errichtet, das Satteldach schließt mit einem kleinen Turm ab. Der Innenraum ist eine Nachbildung der Grabesgrotte, im Vorraum sind mehrere Gedenktafeln angebracht. Die Kapelle dient zugleich als Priestergrabstätte.

### Kreuzweg
Der erste Kreuzweg wurde 1608 errichtet und 1845 bis 1859 zu seinem heutigen Verlauf umgebaut. Er besteht aus zwölf Stationen, die 12. Station ist eine großformatige Ansicht Jerusalems. Im Vordergrund ist die Kreuzigungsszene mit mehreren lebensgroßen Holzfiguren dargestellt.